# 鉄眼道光
鉄眼道光（旧字体：鐵眼道󠄁光、てつげん どうこう、寛永7年1月1日（1630年2月12日） – 天和2年3月20日（1682年4月27日））は、江戸時代前期の黄檗宗の禅僧。諡号は宝蔵国師。肥後国益城郡守山村（後の下益城郡南部田村、現・熊本県宇城市小川町南部田）の生まれ。最初、徹玄と号した。

## 生涯

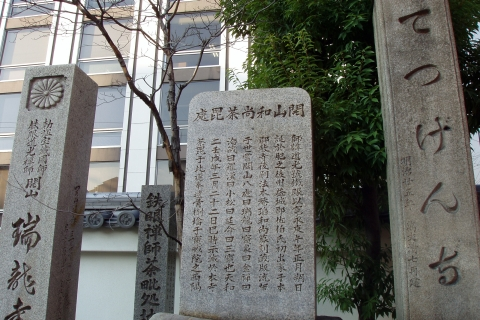
鉄眼禅師荼毘の地

守山八幡宮の社僧・佐伯浄信の子として生まれる。
はじめ、父の影響で浄土真宗を学び、出家後は（13歳時）の浄土宗僧侶・海雲に師事した。ところが、本願寺宗徒では才徳がなくとも寺格の高下によって上座にあることを潔しとせず、1655年（明暦元年）に隠元隆琦に参禅して禅宗に帰依し、隠元の弟子木庵性瑫の法を嗣いだ。のちに摂津国難波村に瑞龍寺を開建。1674年（延宝2年）に、肥後国益城郡守山村に三宝寺を創建。
また宇治萬福寺（京都府宇治市）山内に大蔵経保管のため宝蔵院（京都府宇治市）を開いたほか、金禅寺（大阪府豊中市）、海蔵寺（東京都港区北青山）など7か寺を開いた。
畿内の飢えに苦しむ住民の救済にも尽力し、一度は集まった蔵経開版のための施財を、惜しげもなく飢民に給付し尽くした。しかも、そのようなことが、二度に及んだという。鉄眼の主著である『鉄眼禅師仮名法語』は、元来はある女性に向けて法を説いたものであった。『仮字法語』はわかりやすく平明な表現で仏教の真理を説き明かした、仏教の最良の入門書と言える。
終生、法嗣をたてず、弟弟子に当たる宝洲に寺を附嘱した。その奇特な行ないによって、『近世畸人伝』巻二に立伝されている。

## 黄檗版大蔵経（鉄眼版）
1664年（寛文4年）に『大蔵経』を刊行することを発願し、1667年（寛文7年）には全国行脚を行って施材を集めた。上述の事情によって、二度まで断念したが、3度目にしてようやく施財を集めることを得、京都の木屋町二条の地に印経房（のちの貝葉書院）を開設し、1668年（寛文8年）に中国明の万暦版を基に覆刻開版し、1678年（延宝6年）に完成させた。1,618部7,334巻。後水尾法皇に上進した。この大蔵経は黄檗版大蔵経または鉄眼版と呼ばれている。万暦版の覆刻ではあるが、行間に界線は彫られていない。その版木は京都府宇治市の黄檗山宝蔵院にある鉄眼版一切経収蔵庫にて収蔵されており、求めに応じて貝葉書院による摺印が行なわれ続けている。
なお、鉄眼版一切経収蔵庫には約6万枚の版木が収蔵されているが、1957年（昭和32年）に48,275枚の版木が国の重要文化財に指定されている。

## 関連図書
- 下田曲水編『肥後名僧伝』熊本県教育会、1927年、90-91頁
- 小川町史編纂委員会編纂『小川町史』小川町役場（熊本県）、1979年
- 熊本教育振興会『肥後の人物ものがたり』熊本教育振興会事務局、1988年